# Pfarrhaus (Todtenweis)

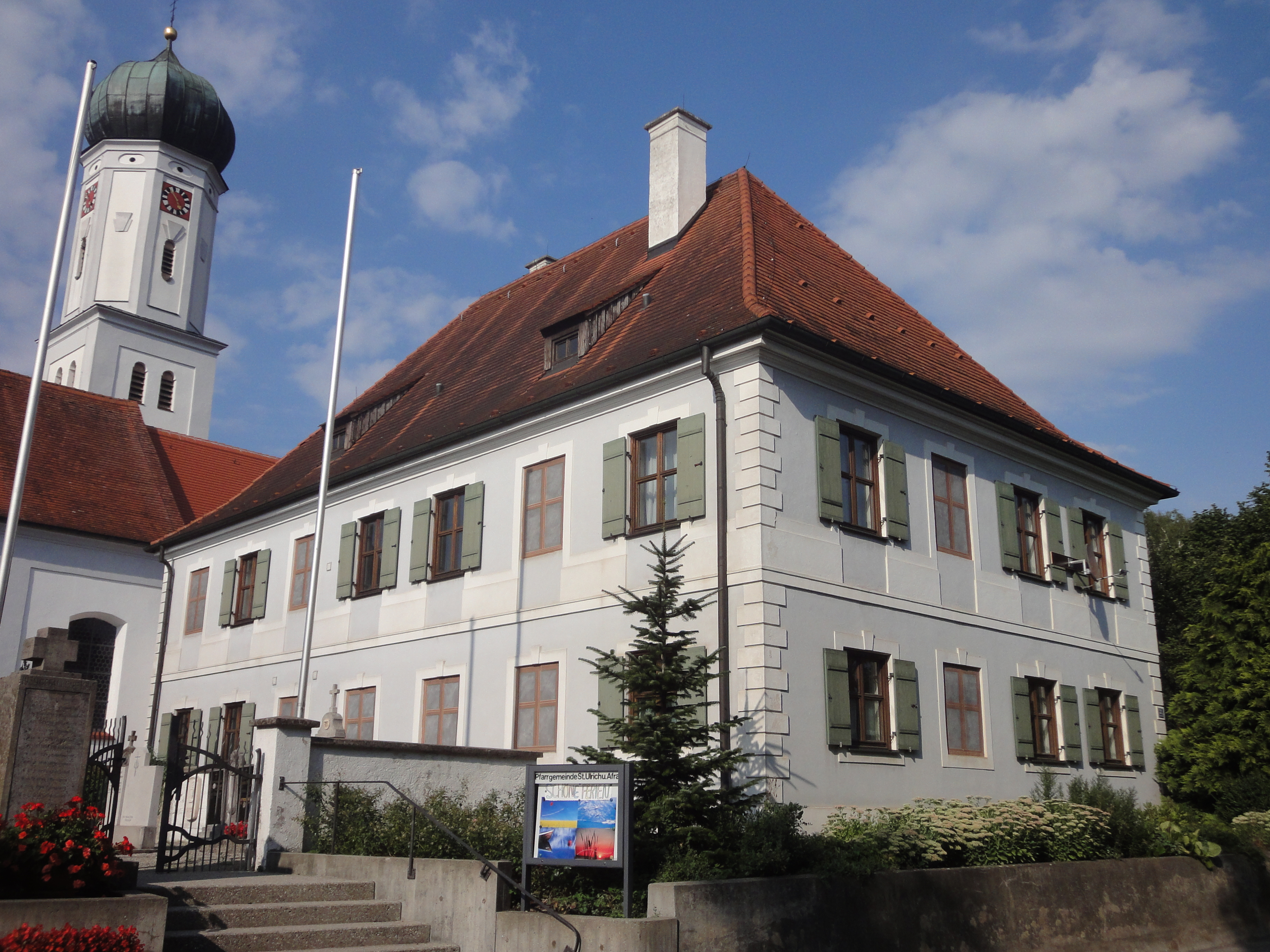
Pfarrhaus in Todtenweis

Das Pfarrhaus in Todtenweis, einer Gemeinde im Landkreis Aichach-Friedberg im bayerischen Regierungsbezirk Schwaben, wurde 1756/58 errichtet. Das Pfarrhaus an der Hauptstraße 21 ist ein geschütztes Baudenkmal.

## Beschreibung
Der zweigeschossige Walmdachbau mit Putzdekor besitzt sieben zu vier Fensterachsen. Die Eckquaderung ist aus Hausteinen gefertigt. Im Inneren befindet sich eine repräsentative, tonnengewölbte Eingangshalle und ein geräumiges Treppenhaus. 
Ende der 1980er Jahre wurde das Gebäude umfassend renoviert.